# Maxus D60
Maxus D60 – samochód osobowy typu SUV klasy średniej produkowany pod chińską marką Maxus w latach 2019–2023.

## Historia i opis modelu

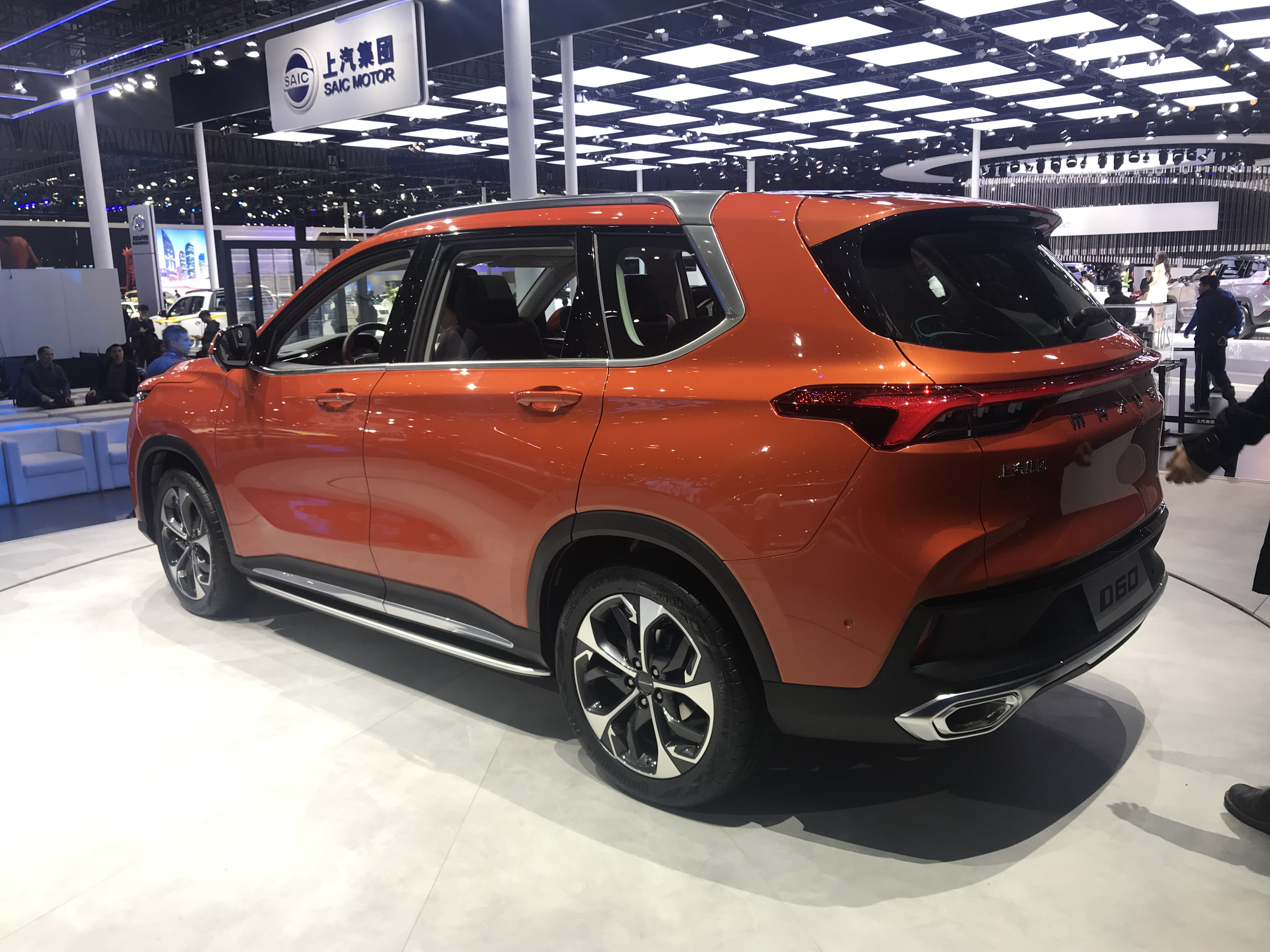
Maxus D60 - tył

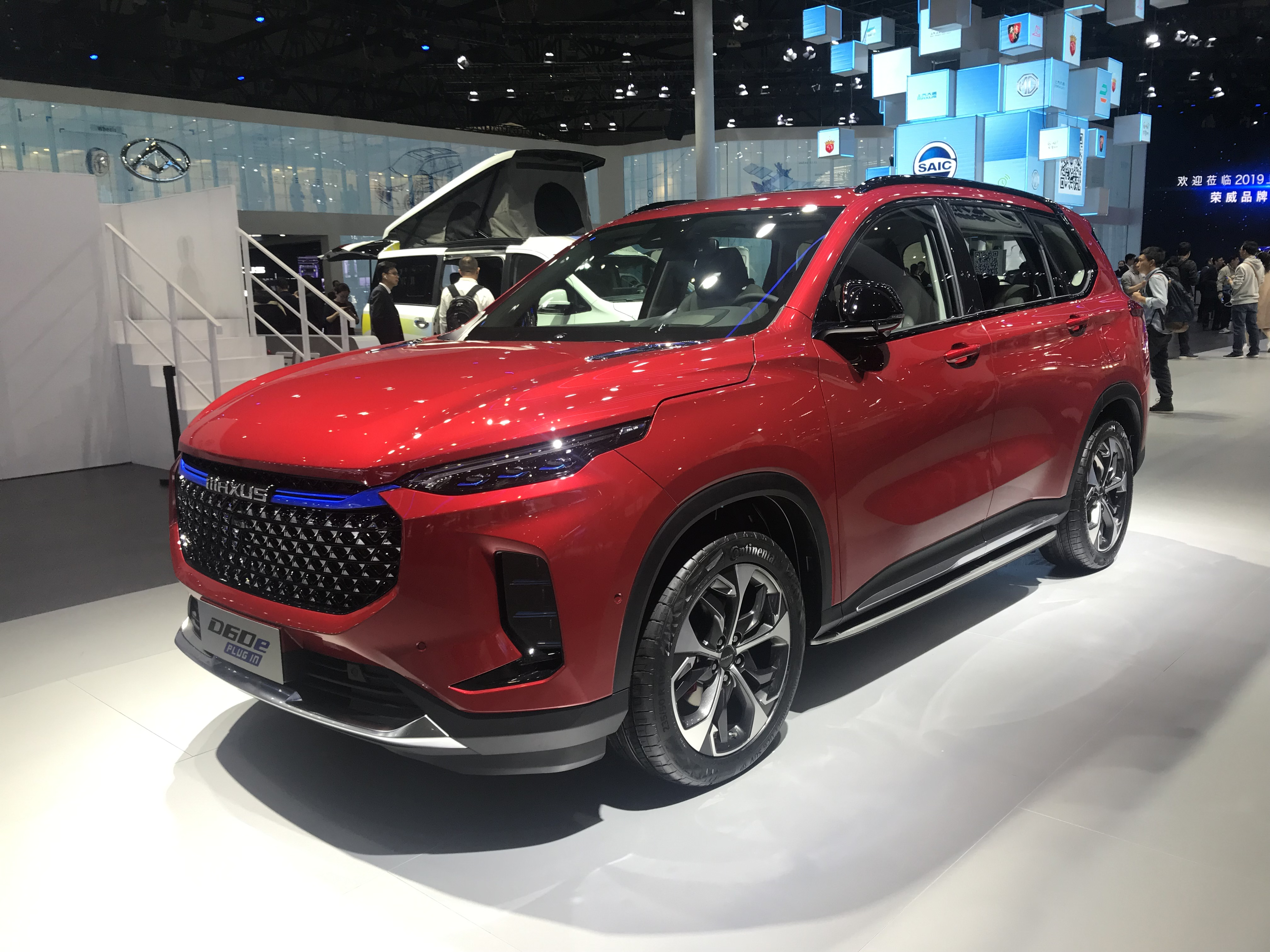
Maxus D60e

Model D60 powstał w ramach rozbudowy oferty SUV-ów chińskiej marki Maxus, która po raz pierwszy wkroczyła do klasy tego typu samochodów w 2017 roku przy okazji sztandarowego modelu D90. Samochód rozwinął do formy produkcyjnej koncepcję, którą po raz pierwszy przedstawiono w formie samochodu studyjnego w 2018 roku.
Mniejszy Maxus D60 przyjął formę średniej wielkości SUV-a odpowiadającego na takie konkurencyjne pojazdy, jak BYD Tang czy Chery Tiggo 8, debiutując podczas wystawy samochodowej Shanghai Auto Show 2019.
Pod kątem wizualnym pojazd zyskał obłą sylwetkę, z agresywnie stylizowanymi reflektorami z ciemnymi wkładami oraz masywną, przyozdobioną ciemnym tworzywem atrapą chłodnicy z dużym napisem Maxus. Kabina pasażerska umożliwia transport od 5, przez 6 do maksymalnie 7 pasażerów w trzech rzędach siedzeń.

### D60e
Maxus D60 dostępny jest także w wariancie hybrydowym typu plug-in, który łączy 177-konny spalinowy silnik z elektrycznym o mocy 82 KM.

### Sprzedaż
W przeciwieństwie do większego D90, Maxus D60 jest oferowany wyłącznie na rodzimym rynku chińskim poczynając od lipca 2019 roku. W ciągu pierwszego pół roku rynkowej obecności pojazd zyskał ponad 4,6 tysiąca nabywców. Produkcja dobiegła końca pod koniec 2023 roku.

### Silniki
- L4 1.3l Turbo
- L4 1.5l Turbo
- L4 1.3l PHEV

### Euniq 6

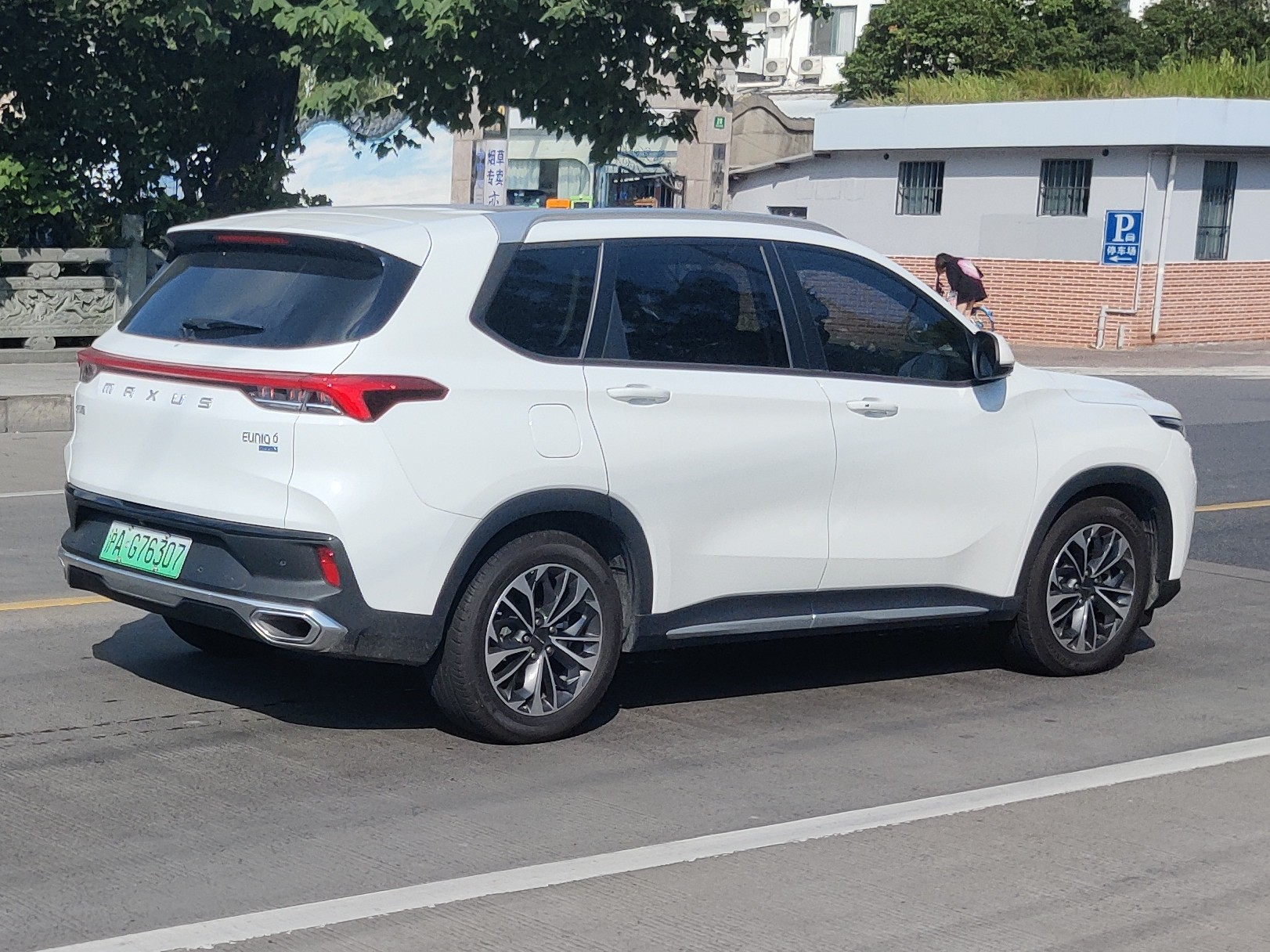
Maxus Euniq 6 - tył

Maxus Euniq 6 został zaprezentowany po raz pierwszy w 2019 roku.
Miesiąc po debiucie Maxusa D60, producent zdecydował się poszerzyć jego ofertę wariantów napędowych także o odmianę z napędem elektrycznym. Samochód zasilił linię modelową Euniq.
Maxus Euniq 6 otrzymał obszerne zmiany wizualne - pas przedni zyskał większy, lakierowany panel kosztem usuniętej atrapy chłodnicy, a ponadto zmodyfikowano także reflektory oraz kształt tylnego zderzaka. Kształt alufelg został dostosowany do zapewnienia jak najlepszych parametrów aerodynamicznych.
W 2023 roku, w ramach przemianowania i rozbudowy gamy samochodów elektrycznych Maxusa, samochód otrzymał nową nazwę Maxus Mifa 6. Jednocześnie, nie zdecydowano się na zmiany wizualne i samochód zachował dotychczasowy projekt, pozostając w produkcji jeszcze tylko kolejny rok - do 2024.

### Sprzedaż
Sprzedaż modelu Euniq 6 rozpoczęła się w pierwszej kolejności na rodzimym rynku chińskim dwa lata po debiucie w maju 2021 roku. W 2022 roku rozpoczęła się ofensywa rynkowa firmy Maxus w Europie, uruchamiając oficjalnie sprzedaż elektrycznego SUV-a m.in. w Czechach, Norwegii i Polsce.

### Dane techniczne
Układ napędowy Euniqa 6 tworzy silnik elektryczny, który rozwija moc maksymalną 170 KM, 170 km/h prędkości maksymalnej oraz 310 Nm maksymalnego momentu obrotowego. Maksymalny zasięg pojazdu na jednym ładowaniu wynosi ok. 600 kilometrów według chińskiej procedury pomiarowej NEDC.